# Limnochromis auritus
Espèce
Statut de conservation UICN

 LC  : Préoccupation mineure
Limnochromis auritus est une espèce de poissons de la famille des Cichlidés endémique du lac Tanganyika. Il y vit à des profondeurs diverses, généralement à l'abri de la lumière vive.

## Description
Il atteint une taille maximale de 17 centimètres.
Il possède une coloration de fond argenté à verdâtre et brunâtre, quatre taches noires sur la partie supérieure des flancs, la première sur l'popercule, la dernière sur le pédoncule caudal.
Les nageoires pelviennes sont de couleur gris-verdâtre, toutes les nageoires sauf les pelviennes ont des taches bleutées, une grosse écaille aux reflets noirâtres ou verdâtres sur le haut de l'opercule.

## Alimentation
L. auritus se nourrit d'invertébrés qu'il trouve en fouillant dans la vase.
En aquarium, il consomme tous types de nourriture à base d'invertébrés (gros flocons ou granules) ou les nourritures fraîches et congelées (Artémias, crevettes, etc.).

## Reproduction
Incubateurs buccaux biparentaux, le mâle et la femelle défendent un territoire.
La femelle peut pondre environ 200 œufs qui sont incubés à tour de rôle par les parents.
Le frai est relâché au bout d'une dizaine de jours et gardé pendant une assez longue période.